# Nagroda Literacka im. Eichendorffa
Nagroda Literacka im. Eichendorffa (niem. Eichendorff-Literaturpreis) – nagroda literacka ufundowana w 1956 roku przez krąg pisarzy znany jako Wangener Kreis – Towarzystwo Literatury i Sztuki „Wschód” w Wangen (Wangener Kreis, Gesellschaft für Literatur und Kunst „Der Osten” e. V.). Powstała na podstawie tradycji górnośląskiej nagrody Josepha von Eichendorffa. Początkowo była przyznawana niewielka suma pieniędzy, którą kpiąco nazywano Taugenichts-Reise-Stipendium (pol. Stypendium podróżnicze nicponia). Obecnie dotacja wynosi 5000 euro.
Przy przyznawaniu tej nagrody przypominającej postać Josepha Eichendorffa uwzględnia się przede wszystkim autorów i pisarzy, pochodzących ze Śląska lub zajmujących się intensywnie kulturą Śląska. Wręczenie nagród odbywa się co roku podczas Rozmów w Wangen (Wangener Gespräche).

## Lista laureatów
Nagrodę przyznano następującym twórcom:
- 2024 – Ulrike Draesner
- 2023 - Uljana Wolf
- 2022 - Joanna Bator
- 2021 - Iris Wolf
- 2020 - Saša Stanišić
- 2019 - Christa Ludwig
- 2018 – Kerstin Preiwuß[3]
- 2017 – Michael Krüger(inne języki)[4]
- 2016 – Christian Lehnert(inne języki)
- 2015 – Nico Bleutge(inne języki)
- 2014 – Adam Zagajewski
- 2013 – Ulrich Schacht(inne języki)
- 2012 – Catalin Dorian Florescu(inne języki)
- 2011 – Jörg Bernig(inne języki)
- 2010 – Christoph Hein
- 2009 – Gerd-Peter Eigner
- 2008 – Günther Schiwy(inne języki) (pośmiertnie za biografię Eichendorff. Der Dichter in seiner Zeit)
- 2007 – Renata Schumann
- 2006 – Hans-Ulrich Treichel
- 2005 – Uwe Grüning(inne języki)
- 2004 – Wulf Kirsten(inne języki)
- 2003 – Günter de Bruyn
- 2002 – Urszula Kozioł
- 2001 – Werner Dürrson(inne języki)
- 2000 – Peter Härtling
- 1999 – Barbara von Wulffen(inne języki)
- 1998 – Ilse Tielsch(inne języki)
- 1997 – Armin Müller
- 1996 – Peter Horst Neumann(inne języki)
- 1995 – Werner Heiduczek
- 1994 – Bernd Jentzsch(inne języki)
- 1993 – Bodo Heimann(inne języki)
- 1992 – Christian Saalberg(inne języki)
- 1991 – Eva Zeller(inne języki)
- 1990 – Otfried Preußler
- 1989 – Walter Neumann(inne języki)
- 1988 – Richard Wolf(inne języki)
- 1987 – Dietmar Grieser(inne języki)
- 1986 – Peter Lotar(inne języki)
- 1985 – Dietmar Scholz(inne języki)
- 1984 – Reiner Kunze
- 1983 – Ruth Storm
- 1982 – Christine Busta
- 1981 – Eberhard Cyran(inne języki)
- 1980 – Ilse Langner(inne języki)
- 1979 – Peter Huchel(inne języki)
- 1978 – Monika Taubitz
- 1977 – Norbert Ernst Dolezich(inne języki), Maria Blucha(inne języki)
- 1976 – Peter Hirche(inne języki), Friedrich Bischoff(inne języki)
- 1975 – Lutz Besch
- 1974 – Werner Klose(inne języki)
- 1973 – Josef Mühlberger(inne języki)
- 1972 – Kurt Heynicke(inne języki)
- 1971 – Heinz Piontek
- 1970 – Hans Lipinsky-Gottersdorf(inne języki)
- 1969 – Hugo Hartung
- 1968 – Gerhard Uhde(inne języki)
- 1967 – Ruth Hoffmann(inne języki)
- 1966 – Dagmar Nick(inne języki)
- 1965 – Hans Niekrawietz
- 1964 – Egon H. Rakette
- 1963 – Jochen Hoffbauer, Dagmar von Mutius
- 1962 – Hans-Christian Kirsch(inne języki)
- 1961 – Jürgen von Teichmann
- 1960 – Kurtmartin Magiera(inne języki)
- 1958 – Reiner Zimnik(inne języki)
- 1956 – Ernst Günther Bleisch(inne języki)